# Gottlieb Viehe
Friedrich Wilhelm Gottlieb Vieh (27 marzo 1839 – 1º gennaio 1901) è stato un missionario tedesco.

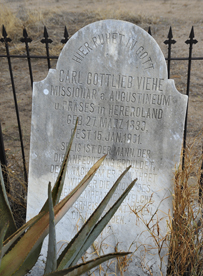
La lapide di Gottlieb Viehe a Okahandja

La sua prima esposizione da missionario in Africa fu nel 1867 a Otjimbingwe dove lavorò con l'Ovaherero. Nel 1870 si trasferì a Omaruru e fondò una piccola scuola per bambini. Nel 1872, costruì una casa a Omaruru e subito dopo tradusse il Nuovo Testamento nella lingua di Otjiherero.
Nel 1885, Viehe costruì la prima stazione meteorologica nella neonata colonia dell'Africa sudoccidentale tedesca a Omaruru. Nel 1890 si trasferì a Okahandja, dove era a capo dell'Augustineo. Fu qui che ebbe uno scontro con Theodor Leutwein, comandante della Schutztruppe, che accusò Viehe.